# (145) Адеона
(145) Адеона (лат. Adeona) — довольно большой и очень тёмный астероид главного пояса, который принадлежит к тёмному спектральному классу C.
Адеона возглавляет одноимённое семейство астероидов, являясь самым крупным его представителем. Астероид был открыт 3 июня 1875 года германо-американским астрономом К. Г. Ф. Петерсом в Клинтоне, США и назван  в честь Адеоны, римской богини возвращения домой, потому что он недавно возвратился из поездки по всему миру, чтобы наблюдать прохождение Венеры по диску Солнца.
Японский инфракрасный спутник Akari выявил наличие на Адеоне гидратированных минералов.

Орбита астероида Адеона и его положение в Солнечной системе
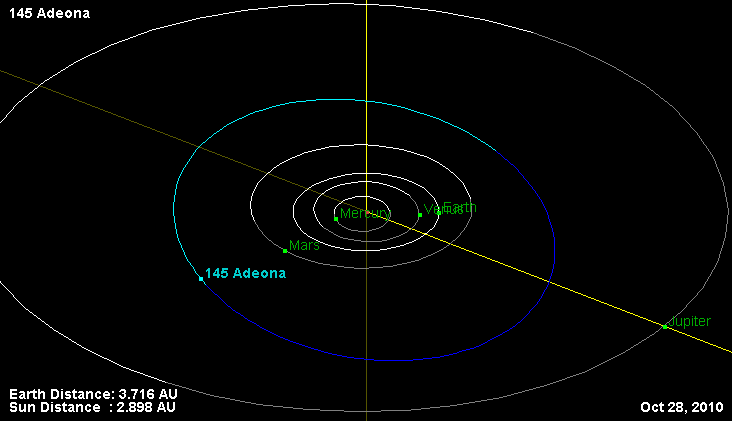
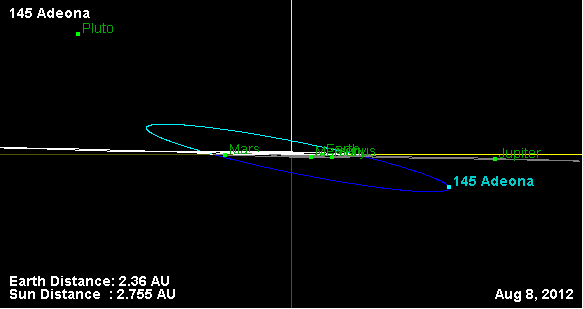

Было зафиксировано только одно покрытие звёзд этим астероидом 9 июля 2002 года.
Руководство миссии «Dawn» предполагало использовать остатки топлива космического аппарата для полёта к Адеоне или к одному из астероидов семейства Адеоны, однако, 1 июля 2016 года руководство НАСА приняло решение оставить зонд на орбите Цереры.
Астероид имеет признаки кометной активности.